# جفرسن (لوئیزیانا)
جفرسن (به انگلیسی: Jefferson) شهری در ایالت لوئیزیانا کشور ایالات متحده آمریکا است که جمعیت آن در سرشماری سال ۲۰۱۰ میلادی، ۱۱٬۱۹۳ نفر بوده‌است.